# クロノス (ラジオ番組)
『クロノス』（Chronos）は、2008年4月1日から2019年3月29日までJFN系列で平日の早朝に放送されていた情報生ワイド番組シリーズである。番組のコンセプトは「今、僕たち私たちの時代に何が起きているのか? 何が変わろうとしているのか?」。
『クロノス』の本編については、数回にわたる放送時間の変遷を経て、2017年4月1日から平日の6:00 - 8:55（JST）に放送。7:00 - 7:30の時間帯については、JFN Aラインネット番組扱いでJFN系列全38局が同時ネットで放送するため、『FMモーニング東京』時代からの系譜を継ぐ格好でJFN唯一のネットワークニュースゾーンに設定している。さらに、大半の系列局では、8:00 - 8:20の時間帯もJFN Aラインネット番組として同時ネット。その一方で、TOKYO FMのみ、本編の前座番組として『クロノスWIZ』（クロノス・ウィズ）を2018年4月2日から平日の5:00 - 5:55に関東ローカルで放送していた。
なお、本編では番組開始当初から、番組の正式名称にパーソナリティーの名前を冠している。2009年4月1日から2019年3月28日までの月 - 木曜日は『中西哲生のクロノス』（なかにしてつおのクロノス）、2016年4月1日から2019年3月29日までの金曜日は『速水健朗のクロノス・フライデー』（はやみずけんろうのクロノス・フライデー）というタイトルで放送していた。

## 概要
ジャパンエフエムネットワーク平日朝ワイド枠として放送されてきたSKYの後継番組として、2008年4月から放送を開始した。
月 - 木曜放送分については、国際弁護士の八代英輝がパーソナリティを務める『八代英輝のクロノス』（やしろひできのクロノス）としてスタート。2009年4月からパーソナリティをスポーツジャーナリストの中西哲生へ交代したことを機に、『中西哲生のクロノス』として放送されていた。
金曜放送分については、タレントのリサ・ステッグマイヤーをパーソナリティに迎えたうえで、『リサ・ステッグマイヤーのクロノス』として2010年3月まで放送。2010年4月から2016年3月までは『中西哲生のクロノス』を金曜日にも編成したが、2016年4月から月 - 木曜日の放送に戻したうえで、金曜日を「クロノス・フライデー」（放送週に報じられたニュースを深く掘り下げるとともに、週末のエンタテイメント・カルチャー情報を伝える曜日）として編成するようになった。この改編を機に、ライターの速水健朗をパーソナリティに起用するとともに、『速水健朗のクロノス・フライデー』の放送を開始した。なお、後述の終了発表時などのように公式としては、八代・リサが担当していた『クロノス』と現在の『クロノス』は別番組として切り離して扱っていた。
2018年4月からは、ターゲットリスナーのライフスタイルの早朝化に対応すべく、TOKYO FMが関東ローカル番組として月 - 金曜日 5:00 - 5:55に『クロノスWIZ』を新設した。この番組では、最初の半年間は6:00からの本編でアシスタントを務めるパーソナリティが単独でメインパーソナリティを担当する形だったが、同年10月からはアシスタントを片方の番組に集約・一本化させたうえで同番組専任としてのパーソナリティが番組進行を行う形式になった。「WIZ」ではニュース、天気予報、音楽・「未来授業」の再放送を中心に放送する。ちなみに本編でも、番組開始から『中西哲生のクロノス』『リサ・ステッグマイヤーのクロノス』時代の2010年3月まで、5:00から放送を始めていた。

## シリーズの終焉
様々変遷はあるものの放送は11年にわたって続き、当該時間帯の番組で最も長い番組となっていたが、2019年3月4日の6時台オープニングと「クロノス～MUSIC」コーナー内（後者は全38局ネット）で『中西哲生のクロノス』を同年3月28日（木曜日）をもって終了する事が中西本人の口から発表された。中西自体は2009年4月にパーソナリティを引き継いでからこの春で満10周年という形で区切りを迎える事となった。同日、速水も自身のTwitterで『速水健朗のクロノス・フライデー』も翌29日（金曜日）で放送を終了する予定であることを伝えている。
最終回前週の3月21日にはリスナーからの要望が多かった、Ginza Sony Parkから最後の公開生放送が行われた。また、最終週の27日には8時台のTOKYO FMローカルパートで幾度か交流してきた夜帯のワイド番組『Skyrocket Company』のマンボウやしろと浜崎美保が急遽出演。中西の最終日である28日の同時間帯には歴代最長となる6年半に渡ってアシスタントを務めた高橋万里恵や速水も登場した他、中西が所属する事務所の社長でもあり『サンデーモーニング』（TBSテレビ）でも共演している関口宏からメッセージコメントが送られた。また、翌29日の最終回では番組終盤、2010年10月から2017年3月までのエンディング曲「Wonderfull World」（高橋ちか）が速水の選曲により掛けられた。その後、エンディングには中西と2018年3月まで速水のアシスタントだった高橋も駆けつけ、最後は速水が「3年間お付き合いありがとうございました。『クロノス』は終わりますが平成はあと1か月続きます。素敵な週末を」と挨拶し、2008年4月から放送された『クロノスシリーズ』は11年の歴史に幕を降ろした。

## シリーズ終了後
4月1日より後番組として『ONE MORNING』を開始。基本的な番組構成や後述の2つを除く一部のコーナーは『クロノス』終了時点のものを引き継いだが、新たに声優の鈴村健一とフリーアナウンサーのハードキャッスル・エリザベスをパーソナリティに迎えた。5時台の『クロノスWIZ』はケリーアンがパーソナリティを続投した上で、タイトルを『ラ・ラ・トーキョー』に改題したが、同年10月で終了した。
中西は東京ローカルで『TOKYO SPORTS GOOD』を、綿谷は『ON THE PLANET』水曜日や『Ready Saturday Go』を担当することになった。なお、終了当時に8時台のTOKYO FMローカルパートで放送されていた「フロンターレ・リクエスト」とゼビオ提供のコーナーは『TOKYO SPORTS GOOD』および、その後続番組である『TOKYO TEPPAN FRIDAY』に引き継がれ、2025年4月現在も放送されている。速水は番組終了後TFMでは第25回参議院議員通常選挙の特別番組に出演するのみにとどまっていたが、2020年3月30日から2021年3月31日まで放送された平日夜の『TOKYO SLOW NEWS』を担当した。『TOKYO SLOW NEWS』終了後の2021年4月1日から2022年3月31日まで放送された『News Sapiens』では高橋が月曜・火曜のパーソナリティを務めた。
2025年4月23日・24日の『坂本美雨のディア・フレンズ』に中西と高橋が出演し。『クロノス』担当時のエピソード等が語られた。
また、番組のTwitterアカウントについてはそのまま残されており、番組終了後も番組や出演者の話題になると投稿される事がある。

## 番組沿革

### パーソナリティ
| 期間      | 期間      | メイン    | メイン                  | アシスタント | アシスタント | アシスタント | WIZ              |
| 期間      | 期間      | 月 - 木曜 | 金曜                    | 月 - 水曜    | 木曜         | 金曜         | WIZ              |
| --------- | --------- | --------- | ----------------------- | ------------ | ------------ | ------------ | ---------------- |
| 2008.4.1  | 2008.9.30 | 八代英輝  | リサ・ ステッグマイヤー | 中田美香     | 中田美香     | 田畑智佳子   | （放送なし）     |
| 2008.10.1 | 2009.3.31 | 八代英輝  | リサ・ ステッグマイヤー | 柴田幸子     | 柴田幸子     | 田畑智佳子   | （放送なし）     |
| 2009.4.1  | 2010.2.26 | 中西哲生  | リサ・ ステッグマイヤー | 柴田幸子     | 柴田幸子     | 永田実       | （放送なし）     |
| 2010.3.1  | 2010.3.31 | 中西哲生  | リサ・ ステッグマイヤー | 柴田幸子     | 柴田幸子     | 大沢陽子     | （放送なし）     |
| 2010.4.1  | 2011.9.30 | 中西哲生  | 中西哲生                | 古賀涼子     | 古賀涼子     | 古賀涼子     | （放送なし）     |
| 2011.10.3 | 2016.3.25 | 中西哲生  | 中西哲生                | 高橋万里恵   | 高橋万里恵   | 高橋万里恵   | （放送なし）     |
| 2016.3.28 | 2018.3.30 | 中西哲生  | 速水健朗                | 高橋万里恵   | 高橋万里恵   | 高橋万里恵   | （放送なし）     |
| 2018.4.2  | 2018.9.28 | 中西哲生  | 速水健朗                | ケリーアン   | 綿谷エリナ   | 綿谷エリナ   | （クロノス兼任） |
| 2018.10.1 | 2019.3.29 | 中西哲生  | 速水健朗                | 綿谷エリナ   | 綿谷エリナ   | 綿谷エリナ   | ケリーアン       |

備考
中田はJFNCパーソナリティ、古賀・柴田は担当当時TOKYO FMアナウンサー、田畑・永田・大沢・高橋はフリーアナウンサー。八代は6:00からの出演。

### クロノスWIZ（TOKYO FM ローカル）
クロノスWIZは2018年4月2日から2019年3月29日まで、毎週月曜 - 金曜 5:00 - 5:55に放送されていた。

#### 放送時間
- 月曜 - 金曜 5:00 - 5:55（2018年4月2日 - 2019年3月29日）

#### パーソナリティ
- ケリーアン（月曜 - 水曜）（2018年4月2日 - 9月26日）
- 綿谷エリナ（木曜 - 金曜）（2018年4月5日 - 9月28日）
- 綿谷エリナ（月曜 - 金曜）（2018年10月1日 - 2019年3月28日）

代演
- 2018年9月10日（月） - 9月12日（水）:ケリーの夏休みに伴い、綿谷が担当。

### 中西哲生のクロノス
中西哲生のクロノスは2009年4月1日から2019年3月28日まで、毎週月曜 - 木曜 6:00 - 8:55に放送されていた。

#### 放送時間
- 月曜 - 木曜 5:00 - 8:30（2009年4月1日 - 2010年3月31日） - 金曜はリサ・ステッグマイヤーのクロノスを放送
- 月曜 - 金曜 6:00 - 8:30（2010年4月1日 - 2013年3月29日）
- 月曜 - 金曜 6:00 - 9:00（2013年4月1日 - 8月30日）
- 月曜 - 金曜 6:00 - 8:55（2013年9月2日 - 9月27日）
- 月曜 - 金曜 6:00 - 9:00（2013年9月30日 - 2016年3月31日）
- 月曜 - 木曜 6:00 - 9:00（2016年4月4日 - 2017年3月30日） - 金曜は速水健朗のクロノス・フライデーを放送
- 月曜 - 木曜 5:00 - 9:00（2016年10月17日 - 10月20日） - スペシャルウィークのため、番組開始時刻を1時間前倒し。
- 月曜 - 木曜 6:00 - 8:55（2017年4月1日 - 2019年3月28日）

#### パーソナリティ
メインパーソナリティ
- 中西哲生（2009年4月1日 - 2019年3月28日）

アシスタント
- 柴田幸子（TOKYO FMアナウンサー）（2009年4月1日 - 2010年3月31日）
- 古賀涼子（TOKYO FMアナウンサー）（2010年4月1日 - 2011年9月30日）
- 高橋万里恵（2011年10月1日 - 2018年3月29日）
- ケリーアン（月曜 - 水曜）（2018年4月2日 - 9月26日）
- 綿谷エリナ（木曜）（2018年4月5日 - 9月27日）
- 綿谷エリナ（2018年10月1日 - 2019年3月28日）

代演
- 2010年9月29日（月） - 10月3日（金）：古賀の夏休みに伴い、ニュースリーダーのみ大沢陽子が担当。
- 2011年6月23日（月） - 7月1日（火）：古賀の静養（気管支炎）に伴い、ニュースリーダーのみ大沢陽子が担当。
- 2011年8月29日（月） - 9月1日（木）：中西の夏休みに伴い、8/29（月）は品田英雄、8/30（火）は仲野博文、8/31（水）は小林信也、9/1（木）は上杉隆が担当。
- 2011年9月19日（月）：中西の頭部裂傷に伴う休養で、古賀が一人で番組を担当。
- 2012年10月22日（月） - 10月26日（金）:高橋の夏休みに伴い、フリーアナウンサー堀友理子が担当。
- 2012年11月5日（月）- 11月9日（金）:中西がアメリカ大統領総選挙や巨大ハリケーン・サンディの取材のためマンハッタンへ向かったため、東京のスタジオは高橋が残り、この週のみ高橋万里恵のクロノスを名乗る。6:23に放送されるクロノスニュースフラッシュ（東京ローカル）、6:25に放送される全国の天気予報（JFNネット局）は堀友理子が担当。
- 2013年7月15日（月） - 7月19日（金）:中西の夏休みに伴い、7/15（月）-16（火）はジョン・キム、7/17（水）-18（木）は小林弘幸、7/19（金）は仲野博文が担当。6:23に放送されるクロノスニュースフラッシュ（東京ローカル）、6:25に放送される全国の天気予報（JFNネット局）は高橋万里恵が担当。
- 2013年11月5日（月）- 11月8日（金）:高橋の夏休みに伴い、フリーアナウンサー我妻絵美が担当。
- 2013年12月30日（月）- 2014年1月3日（金）:中西の冬休みに伴い、12/30（月）は宗正彰、12/31（火）は宇野常寛、2014/1/1（水）は荻原次晴、1/2（木）は佐々木俊尚、1/3（金）は仲野博文が担当。
- 2014年11月3日（月）- 11月7日（金）:高橋の夏休みに伴い、11/3（月）-4（火）、11/7（金）はフリーアナウンサー小倉星羅、11/5（水）-6（木）は中村亜裕美（TOKYO FMアナウンサー）が担当。
- 2015年8月3日（月）- 8月7日（金）:中西の夏休みに伴い、8/3（月）は武井壮、8/4（火）は北沢豪、8/5（水）は厚切りジェイソン、8/6（木）は菊池幸夫、8/7（金）は、高橋がメインパーソナリティー、アシスタントを中村亜裕美（TOKYO FMアナウンサー）が担当。
- 2015年11月2日（月）- 11月6日（金）：高橋の夏休みに伴い、11/2（月）-3（火）は、フリーアナウンサー和田奈美佳、11/4（水）-6（金）は、中村亜裕美（TOKYO FMアナウンサー）が担当。
- 2016年10月31日（月）- 11月3日（木）:高橋の夏休みに伴い、10/31（月）-11/1（火）は、クロノス」レポーターの稲葉弥生、11/2（水）-3（木）は、フリーアナウンサー加納有沙が担当。
- 2017年1月16日 (月) - 1月19日 (木) :中西の冬休みに伴い、1/16 (月) は木村草太、1/17 (火) は北澤豪、1/18 (水) は白石康次郎、1/19 (木) はREINAが担当。
- 2017年11月6日（月） - 11月9日（木）:高橋の夏休みに伴い、11/6（月）は和田奈美佳、11/7（火）は眞田佳織、11/8（水）は榎本麗美、11/9（木）は加納有沙が担当。
- 2018年8月27日（月） - 8月30日（木）:中西の夏休みに伴い、ザック生馬が担当。サブMCを27日、28日は武田砂鉄。29日、30日はエル上田が担当。
- 2018年9月10日（月） - 9月12日（水）:ケリーの夏休みに伴い、WIZ同様、綿谷が担当。

#### 放送回数
- 2013年4月17日の放送で『中西哲生のクロノス』放送1000回を突破したことが発表された。
- 2015年3月25日の放送で『中西哲生のクロノス』放送1500回を突破したことが発表された。

### 速水健朗のクロノス・フライデー
速水健朗のクロノス・フライデー（はやみずけんろうのクロノス・フライデー）は2016年4月1日から、毎週金曜 6:00 - 8:55に放送されている。中西は事前録音した「コスモアースコンシャスアクト」のみの出演だが、前日にあったサッカーの試合について解説するなどと言った事例で金曜もスタジオに出演するか電話を繋ぐ形で生出演することもある（前者の場合、同コーナーを生放送で行うこともある。）「クロノス」末期メンバーで、速水はケリー・アン（月～水→クロノスwizに配転）と共演した事が無い。

#### 放送時間
- 金曜 6:00 - 9:00（2016年4月1日 - 2017年3月31日）
- 金曜 5:00 - 9:00（2016年10月21日）- スペシャルウィークのため、番組開始時刻を1時間前倒し。
- 金曜 6:00 - 8:55（2017年4月7日 - 2019年3月29日）
- 金曜 6:00 - 9:00（2017年8月11日）- 祝日編成で後の時間帯の番組「Blue Ocean」が休止になったため、9時前のTOKYO FMトラフィックレポートを当番組に内包させて9:00まで延長。

#### パーソナリティ
メインパーソナリティ
- 速水健朗（2016年4月1日 - 2019年3月29日）

アシスタント
- 高橋万里恵（2016年4月1日 - 2018年3月30日）
- 綿谷エリナ（2018年4月6日 - 2019年3月29日）

代演
- 2016年11月4日（金）- 高橋の夏休みに伴い、中村亜裕美（TOKYO FMアナウンサー）が担当。
- 2017年11月10日（金）- 高橋の夏休みに伴い、Chigusaが担当。

### 八代英輝のクロノス
八代英輝のクロノス（やしろひできのクロノス）は2008年4月1日から2009年3月31日までの毎週月 - 木曜日に放送されていた。

#### 放送時間
- 月曜 - 木曜 5:00 - 8:30（2008年4月1日 - 2009年3月31日）

#### パーソナリティ
メインパーソナリティ
- 八代英輝（2008年4月1日 - 2009年3月31日） - 上記のとおり6時からの出演。5時台は以下のアシスタントがメインとなって進行していた。タイトルは単に『クロノス』であった）

アシスタント
- 中田美香（JFNC所属）（2008年4月1日 - 2008年9月30日）
- 柴田幸子（TOKYO FMアナウンサー）（2008年10月1日 - 2009年3月31日）

代演
- 2008.7.7：中田が取材及びマラソンで海外に出たため、TOKYO FMアナウンサー柴田幸子が出演し、八代も5:00から出演。
- 2008.7.14 - 7.17：八代が休暇をとった。代役は7.14は姜尚中、7.15は前園真聖、7.16は名越康文、7.17は松尾雄治。
- 2009.1.5 - 1.8：八代が休暇をとった。代役は1.5は中西哲生、1.6は箭内道彦、1.7は荻原次晴と八木沼純子、1.8は上杉隆。

### リサ・ステッグマイヤーのクロノス
リサ・ステッグマイヤーのクロノスは（番組内通称：「クロノス Happy Friday Edition」）2008年4月4日から2010年3月26日までの毎週金曜日に放送されていた。

#### 放送時間
- 金曜 5:00 - 8:30（2008年4月4日 - 2010年3月26日）

#### パーソナリティ
メインパーソナリティ
- リサ・ステッグマイヤー

アシスタント
- 永田実（2008年4月4日 - 2010年2月26日）
- 大沢陽子（2010年3月5日 - 3月26日）

## 番組内容
『クロノス』は前々番組の『Eyes on Japan』、前番組の『SKY』の流れを汲む番組であり、JFN各局では、以下のように配信・制作元が異なる。JFNCネット局では殆どの場合、6時台のJFNC B2ラインプログラム（一部時間帯はAラインプログラム）と7:30までのAラインプログラムをクロノスとしており、8:00以降のAラインプログラム枠は単独帯番組や自主制作番組の内包番組として放送される場合が多い（後述のネット局の項も参照）。なお、TOKYO FMでは5:00 - 5:55、6:00 - 8:55までをTOKYO FMの朝ワイド番組クロノスとしている。
- 5:00 - 5:55 : TOKYO FM ローカル
- 6:00 - 6:30 及び 6:44:20 - 7:00：JFNC B2プログラム（TOKYO FM、ジャパンエフエムネットワーク制作）

JFN35局へ配信。TOKYO FMでは、一部時間帯ローカル編成
- 6:30 - 6:44:20 及び 7:00 - 7:29、8:00 - 8:19：JFNC Aラインプログラム（TOKYO FM制作）

全国38局ネット（8時台は一部系列局を除く）※実際は6:25の「LOVE & HOPE 〜ヒューマン・ケア・プロジェクト」からが全国ネットの対象枠
- 7:29 - 8:00 及び 8:19 - 8:55：TOKYO FMローカル

こういった関係もあり、番組開始の6:00だけではなくネット局へ配慮して6:25、6:30、6:40（金曜のみ）、7:00、8:00にも改めてパーソナリティが挨拶する形を取っている。
また、当番組までは時間帯によってパーソナリティコメントが異なり、JFNC B2版では「東京半蔵門のアースギャラリーからお届けしています・・・」、Aライン版では、「東京半蔵門のTOKYO FMをキーステーションに（全国38局ネットで）お届けしています・・・」、東京ローカル版では、「半蔵門のアースギャラリーからお届けしています80.Love TOKYO FM『クロノス』。」という3パターンとなっていた。
また、JFNの番組は基本的にJFN配信番組制作用スタジオから放送されているが、東京向けの時間帯も含んでいることから、当番組についてはアースギャラリーから放送されており、一部送出形態が異なる時間帯はアシスタントがスタジオ移動して放送を行っている（ex:東京向けに放送の『おはようSMAP』とネット局向けの『Weather Guide』の時間など）。

### 番組コーナー
2018年7月- 放送終了
※クロノスヘッドラインニュース、Weather Guide、交通情報は随時（時間はタイムテーブルを参照）。
5時台
- 5:15頃 - 5:20頃 クロノスＷＩＺ　スポーツクロノス　- 今朝までに入っているスポーツニュースをコンパクトに伝え、パーソナリティが気になったニュースをピックアップする。
- 5:35頃 - 5:45頃（月～木）未来授業（再放送）

6時台
- 6:15 - 6:25 スポーツクロノス - 2010年4月放送開始。5時台に引き続き、今朝までに入っているスポーツニュースを伝えたのち、月～木曜日は中西のスポーツ解説、金曜日は速水の気になるニュースについて解説する「速水コラム」を放送。
- 6:25 - 6:30 LOVE & HOPE 〜ヒューマン・ケア・プロジェクト〜 - 2011年10月放送開始。放送開始から2018年6月までは月～金曜日6:30-6:40に放送していた。2011年3月に発生した東日本大震災の被災者の心のケアを目的に放送開始。現在では東日本大震災からの復興を中心に放送。
- 6:30 - 6:35 TODAY'S AGRI NEWS - 2018年5月放送開始。放送開始から2018年6月までは毎週金曜日6:25-6:30に放送。日本農業新聞の紙面から農業に関するニュースを伝える。
- 6:40 - 6:44 コスモアースコンシャスアクト 未来へのタカラモノ - 2015年10月放送開始。世界で行われるエコやアースコンシャスの取り組みを紹介する。このコーナーのみ金曜日まで通しで中西と綿谷が担当する。
- 6:44 - 6:49 ビジネス・ニュース - 2017年4月放送開始。会社の会議で使えるようなビジネスに関連するニュースを取り上げる。
- 6:55 - 6:58 MY OLYMPIC - 1999年4月放送開始。JFNC制作、事前収録番組。オリンピック出場選手や出場候補者にインタビューする。

7時台
- 7:00 - 7:06 WAKE UP NEWS - 2008年4月放送開始。今朝これまでに入っている最新のニュースを伝える。台風など自然災害時にはそれらの情報を伝える。
- 7:10 - 7:18 リポビタンD TREND EYES - 2011年4月放送開始。曜日ごとに様々なトレンドを取り上げる。
- 7:20 - 7:28 追跡! - 2010年4月放送開始。今、社会で起きている問題や事件を追跡する、特集コーナー。
- 7:37 - 7:40 スポーツクロノス - 2017年3月放送開始。5時台、6時台に引き続き、スポーツに関するヘッドラインニュースを伝えた後、月～木曜日は中西のスポーツ解説、金曜日は速水が気になるニュースについて解説する「速水コラム」を放送。
- 7:40 - 7:45 NOEVIR Song Of Life - 2012年4月放送開始。その日にちなむ、あの日、あの時の世代を越えて伝えたい名曲を放送する。2014年4月から毎週金曜日はリスナーからのリクエスト曲に応える。2014年4月1日よりFM OH!も同時ネット。

8時台
- 8:00 - 8:09 SUZUKI Breakfast News - 2009年4月放送開始。今朝知っておきたいニュースや話題を伝える。
- 8:09 - 8:10 ルートインホテルズ　今日のスポーツ - 2015年4月放送開始。出発前に今日押さえておきたいスポーツキーワードをチェックする。
- 8:10 - 8:19 Honda Smile Mission - 2009年4月放送開始。日本全国で頑張っている人々の笑顔を探すべく、ルーシーが全国を旅する。TOKYO FMでは別番組扱い。
- 8:21 - 8:29 
  - （火）　クロノス フロンターレ・リクエスト - 2017年3月7日放送開始。中西がサッカー選手時代に所属していた川崎フロンターレの応援コーナー。フロンターレの選手や関係者が電話出演していた。フロンターレ戦の観戦チケットやコーナーオリジナルのステッカーのプレゼントも行っていた[注 7]

。
- 8:38 - 8:48 
  - （月・木）　クロノス+Plus - 2013年4月放送開始。ちょっと気になる話題を紹介する。開始当初は全曜日でタイトルが統一されていたが、2015年の水曜日を皮切りに曜日ごとにサブタイトルがついたり別コーナーに差し替えられるようになった。木曜日はスポーツ選手やコーチと中西のインタビューコーナー[注 8]。
  - （火）三協フロンテア presents The Starters - 2017年1月3日放送開始。
  - （水）クロノス Happy News Network - 2017年4月5日放送開始。
  - （金）NOEVIR BOTANICAL LIFE - 2016年4月1日放送開始。

リスナーメッセージパート
- 日替わりテーマ - 番組開始から2018年3月まではその日その時の出来事やワード、過去が何の日だったかを参考にした日替わりのメッセージテーマを設けていた。テーマは硬軟幅広く扱われていた。
- クロノスVOTE - 2018年4月から新設。その日その時の出来事やワードに合わせてアンケートを実施。投票した理由を述べるショートメッセージを添えて送る形となっている。

過去（2008年4月～2015年9月）
5時台
- 5:20 - 5:28 クロノスモーニングカレッジ - 2009年10月 - 2010年3月放送。ラジオの中の早朝大学として、毎朝気になるニュース、ビジネス、世の中のブームなど、週替わりで講師の方を迎えて、ひとつのテーマについて勉強する。
- 5:40 - 5:49 哲生's コラム - 2009年4月 - 2010年3月放送。中西の気になるトピックスを紹介する。
- 5:36 - 5:45 ランナーズ・クロノス - 2009年4月 - 2010年3月放送。日本全国のモーニング・ランナーに役立つ情報を音楽とともに届ける。

6時台
- 6:07 - 6:12 おはようリクエスト - 2013年4月 - 2016年12月放送。
- 6:15 - 6:25 POINT OF クロノス - 2008年4月 - 2009年3月放送。
- 6:15 - 6:25 TODAY'S　クロノペディア - 2009年4月 - 2010年3月放送。ニュースの気になる言葉について解説する。
- 6:25 - 6:30 おはようSMAP（TFMローカル） - 2008年4月-2016年12月放送。SMAPのメンバーが東京地方の天気を伝える。TFM以外のネット局では裏送りでWeather Guideを放送。
- 6:30 - 6:40 Love in Action（FM OSAKA制作。出演は山本シュウほか）- 2009年4月 - 2012年9月放送。[注 9]
- 6:30 - 6:40 クロノス朝活ネットワーク - 2011年4月 - 2013年10月放送。2011年4月から2011年9月までは、6:30-6:40、2011年10月から2013年10月までは、6:06-6:13に放送。朝の時間を有効活用しているリスナーからのメッセージとリクエストを紹介していたが、2013年ごろからはそのまま6時台のリクエストコーナーとなり、メッセージ内容も特に指定されなくなった。
- 6:40 - 6:44 コスモ　アースコンシャスアクト　ずっと地球で暮らそう。 - 2004年10月 - 2015年9月放送。
- 6:44 - 6:47 クロノス ランキングMix - 2009年10月 - 2010年3月放送。ヒット中の音楽を紹介。
- 6:44 - 6:47 （金）Weekend Navi - 2010年4月 - 2017年3月放送。週末の全国各地のイベント情報を紹介する[注 10]
- 6:50 - 6:54 カラダがよろこぶ朝ごはん - 2008年4月 - 2009年12月放送。朝におすすめのとっておきのレシピを紹介する[注 11]。

7時台
- 7:10 - 7:18 リポビタンD Sports Nonfiction - 2006年4月 - 2011年3月放送。スポーツニュースを伝える。
- 7:20 - 7:28 TOYOTA VIEW UP TOMORROW - 2008年4月 - 2009年9月放送。芸能ニュースを伝える。2009年3月にトヨタが降板し、「VIEW UP TOMORROW」。
- 7:20 - 7:28 東京海上日動 By Your Side - 2009年10月 - 2010年3月放送。毎朝、ヒーローを支えるサポーターにインタビューする。
- 7:33 - 7:36 ウェザーガイド - 2009年4月 - 2010年3月放送。東京の天気をお出かけ前にチェックし、中西哲生、柴田幸子、スタッフのお勧め「クロノス・リコメンド」を紹介する。
- 7:40 - 7:45 三井住友アセットマネジメント マーケットレポート - 2009年4月 - 2012年3月放送。＜三井住友アセットマネジメント提供＞ 大阪、愛知でも同時ネット。宗正彰が毎朝生出演し、気になるニュースとキーワードを紹介する。
- 7:54 - 7:57 コジマ Catch the world - 2008年4月 - 2012年9月放送。＜コジマ提供＞　気になるサイトを紹介するコーナー。
- 7:54 - 7:55 英語で考えTIME! supported by COCO塾 - 2012年10月 - 2014年9月放送。2012年10月から2014年6月までは、6:30-6:31に全国ネットで放送していたが、2014年7月からはこの時間帯に枠移動し、TOKYO FMのみの放送となる（エフエム仙台でも7:31-32で時差ネット）。COCO塾のMr.COCOと高橋が1分間で英語を学ぶコーナー。

8時台
- 8:09 - 8:10 第一生命 武井咲「今日の一句」 - 2012年4月 - 2013年3月放送。毎朝リスナーから届いた今日の一句を紹介して、武井がコメントする。
- 8:09 - 8:10 ルートインホテルズ　今日のキーワード - 2014年4月 - 2015年3月放送。出発前に今日押さえておきたいキーワードをチェックする。
- 8:20 - 8:30 通勤リクエスト - 2013年4月 - 2016年12月放送。「クロノス通勤リクエスト」として放送開始。リスナーからの通勤・通学時に聴きたいリクエスト曲に応える。リクエストが採用されるとクロノスステッカー（通称・「クロステ」）をプレゼント。2016年12月26日からは「通勤リクエスト」及び「おはようリクエスト」を統一し、コーナー名を設けず、リクエスト曲の枠としている。[注 12]
- 8:38 - 8:48 （水）イオン presents ハートフルリクエスト - 2015年7月 - 2017年3月放送。リスナーから、日頃お世話になっている人に向けて、普段は言えない感謝の声をリクエスト曲を添え、伝える。採用者には3,000円分がチャージされた電子マネーのWAONカードがプレゼントされる。

## タイムテーブル
TOKYO FM「クロノスWIZ」
（月 - 金曜 5:00 - 5:55）
| 「クロノスWIZ」 | 「クロノスWIZ」                                                         | 「クロノスWIZ」                |
| 時刻            | 放送内容                                                                | 備考                           |
| --------------- | ----------------------------------------------------------------------- | ------------------------------ |
| 5:00            | オープニングナンバー                                                    |                                |
| 5:05頃          | オープニング・天気予報（首都圏・東京） クロノスWIZ ヘッドラインニュース |                                |
| 5:15頃          | クロノスWIZ スポーツヘッドライン                                        |                                |
| 5:30頃          | クロノスWIZ ヘッドラインニュース 天気予報（首都圏・東京）               |                                |
| 5:35頃          | （月～木）未来授業（再放送） - 村田睦（TOKYO FM）                       |                                |
| 5:50頃          | エンディング・このあとの「クロノス」メニュー紹介                        | 次の番組へステブレレスで接続。 |

TOKYO FMほか18局ネット　AIG損保 presents　法人会 「賢者の名言」
（月 - 金曜 5:55 - 6:00）
東京のみ先行して2018年1月に放送開始後、4月からネット局で随時放送開始（開始時期は局により異なる）。
北海道・青森・福島・群馬・新潟・石川・愛知・大阪・兵庫・滋賀・山陰・山口・愛媛・香川・熊本・鹿児島・沖縄へ同時ネット。他に時差ネット局があったようだが不詳。
一部の局は、AIG損保 presents　納税協会 「賢者の名言」に改題して放送。
TOKYO FM / JFN「クロノス」、「クロノス・フライデー」
（月 - 金曜 6:00 - 8:55）
- 「♪」マークはタイムコールジングル

JFNCでは6時台はクロノスオリジナルジングル後にアシスタントのタイムコールが流れ、7時以降のAラインプログラムではJFN共通ジングル（またはステーションジングル）が流れる。ジングルのベースは『Eyes On Japan』時代から使用していたが、英語によるコメントが入ったりSEが追加されるなど番組毎にマイナーチェンジをしていた。
東京（TOKYO FM）でも当初は7時台、8時台も含めてJFNCと同じクロノスオリジナルジングルを使用していたが、2010年4月からリニューアル。「80.Love」ジングルに時刻アナウンスが入る。タイムコールのないステーションジングルは7時・8時の時報後の共通ジングル挿入部分と8時台のコーナー切り替え時（番組ジングルと併用）などに挿入されている。
2017年4月から6時台のジングルがリニューアルし、東京とJFNCのBGMが共通化。東京はステーションジングルの要素を残す。
| 「クロノス/クロノス・フライデー」 | 「クロノス/クロノス・フライデー」                                                            | 「クロノス/クロノス・フライデー」                                                            | 「クロノス/クロノス・フライデー」 | 「クロノス/クロノス・フライデー」 |
| 時刻                              | JFNC B2プログラム                                                                            | TOKYO FM（東京ローカル）                                                                     | 備考 |                                   |
| --------------------------------- | -------------------------------------------------------------------------------------------- | -------------------------------------------------------------------------------------------- | --- | --------------------------------- |
| 6:00                              | オープニングトーク・♬（番組選曲・オープニングナンバー）                                      | オープニングトーク・♬（番組選曲・オープニングナンバー）                                      | 番組冒頭はメインが1人で進行。 |                                   |
| 6:05                              | クロノスヘッドラインニュース・Weather Guide（全国・東京の天気予報） クロノスVOTEのテーマ発表 | クロノスヘッドラインニュース・Weather Guide（全国・東京の天気予報） クロノスVOTEのテーマ発表 | ヘッドラインニュース終了後、綿谷が加わり改めて挨拶。 |                                   |
| 6:08                              | ♬（番組選曲/リクエスト）・メッセージ紹介                                                     | ♬（番組選曲/リクエスト）・メッセージ紹介                                                     | |                                   |
| 6:13                              | （フィラーBGM）                                                                              | TOKYO FM トラフィックレポート メッセージ紹介 （東京送出）                                    | 東京：6時台の道路交通情報はアシスタントが、7時以降はJARTICが伝える。番組内で電車情報が入る場合は独自のBGMに切り替える。 スペシャルウィーク（聴取率調査期間）時はCMをカットしてメッセージ紹介を延長する。 |                                   |
| ♪ 6:15                            | スポーツクロノス・♬（番組選曲）                                                              | スポーツクロノス・♬（番組選曲）                                                              | スポーツニュースを伝えた後、中西のスポーツ解説または「速水コラム」を放送。 |                                   |
| 6:24                              | （引き続き、曲を流す）                                                                       | （東京送出）                                                                                 | 東京：放送開始から2016年12月頃まで6:23:10 - 6:24:00の枠でヘッドラインニュースを3つほど伝えるTOKYO FM NEWSを挿入していた。                                                                                |                                   |
| 6:25                              | LOVE & HOPE 〜ヒューマンケア・プロジェクト〜                                                 | LOVE & HOPE 〜ヒューマンケア・プロジェクト〜                                                 | 事前収録。JFN38局ネット。 |                                   |
| 6:28                              | （フィラーBGM）                                                                              | 番組予告・メッセージ紹介                                                                     | 東京：フィラーBGMに乗せて放送。この部分は綿谷がスタジオを移動して担当。 |                                   |
| 時刻                              | Aラインプログラム                                                                            | Aラインプログラム                                                                            | 備考 |                                   |
| ♪ 6:30                            | TODAY'S AGRI NEWS（JA全農提供）                                                              | TODAY'S AGRI NEWS（JA全農提供）                                                              | |                                   |
| 6:35                              | ♬クロノス〜MUSIC（番組選曲）                                                                 | ♬クロノス〜MUSIC（番組選曲）                                                                 | 日によってはクロノスVOTEのメッセージ紹介。20秒、東京送出で呉工業のCMが挿入される。 |                                   |
| 6:40                              | コスモアースコンシャスアクト 未来へのタカラモノ （コスモ石油提供）                           | コスモアースコンシャスアクト 未来へのタカラモノ （コスモ石油提供）                           | |                                   |
| 時刻                              | JFNC B2プログラム                                                                            | TOKYO FM（東京ローカル）                                                                     | 備考 |                                   |
| ♪ 6:44:20                         | ビジネスニュース・♬（番組選曲）                                                              | ビジネスニュース・♬（番組選曲）                                                              | |                                   |
| 6:49                              | （引き続き、曲を流す）                                                                       | TOKYO FM トラフィックレポート                                                                | 東京：この枠のみ電車情報の独自BGMは適用外。 |                                   |
| ♪ 6:50                            | メッセージ紹介                                                                               | メッセージ紹介                                                                               | |                                   |
| 6:53:30                           | 各局送出                                                                                     | 7時台の番組コーナー予告と「いってらっしゃい」の挨拶 東京送出                                 | 東京：ステーションジングルに乗せてコメントする。 |                                   |
| 6:55                              | MY OLYMPIC - 荒川静香・高橋尚子 （※隔月交代）（東京海上日動火災保険提供）                    | MY OLYMPIC - 荒川静香・高橋尚子 （※隔月交代）（東京海上日動火災保険提供）                    | 事前収録。JFN38局ネット。 |                                   |
| 6:58:40                           | 各局送出                                                                                     | お出かけナビ 東京送出                                                                        | B2ラインとしての放送終了 |                                   |

| 時刻                          | Aラインプログラム | 備考 |
| ----------------------------- | --- | --- |
| ♪ 7:00                        | Wake Up News | |
| 7:06                          | マスクのフィッティ Weather Guide （玉川衛材提供） | 不定期にスポンサーがつく。玉川衛材は2018年12月から。 東京： 7:08:20 TOKYO FM トラフィックレポート・天気予報                                 |
| ♪ 7:10                        | リポビタンD TREND EYES（大正製薬提供） | |
| 7:19                          | （月･水･金）ジブラルタ生命 ありがとう、先生! - 純名里沙（ジブラルタ生命提供）                                                                                     | 2010年4月1日から9月30日に週5日で放送後、2011年1月より月・水・金に復活した。                                                                 |
| 7:19                          | （火・木）KUMON 笑顔100点満点♪ - 古賀涼子（TOKYO FMアナウンサー）（公文教育研究会提供）                                                                           | |
| ♪ 7:20                        | 追跡 （木）追跡 JA共済 presents なるほど! 交通安全（JA共済提供）                                                                                                  | |
| 時刻                          | TOKYO FM（東京ローカル） | 備考 |
| 7:29:40                       | TOKYO FM トラフィックレポート・♬（番組選曲） | |
| 7:35頃                        | クロノスヘッドラインニュース | 放送開始から2017年3月までは、交通情報から引き続きニュースと天気予報を放送。                                                                 |
| 7:37頃                        | スポーツクロノス | ヘッドラインニュースの最後でスポーツに関するニュースを伝えた後、中西のスポーツ解説または「速水コラム」を放送。                              |
| 7:39:30                       | Weather Guide | |
| 7:40                          | NOEVIR Song of Life （Noevir提供） | 東京・大阪同時ネット。 |
| 7:45:30                       | 「Blue Ocean」・「Skyrocket Company」番宣CM メッセージ紹介・♬（番組選曲/リクエスト）                                                                              | 「Skyrocket Company」の番宣CMは2017年4月から開始。番宣でマンボウやしろ・浜崎美保が問いかけ、中西・速水・綿谷が答える。                      |
| （月）7:48頃 （火～金）7:51頃 | TOKYO FM トラフィックレポート | |
| （月）7:48頃 （火～金）7:51頃 | 羽田フライトインフォメーション | 航空情報をビックバードから伝える。 |
| 7:54頃                        | ♬（番組選曲） | 金曜日は、速水がテーマに合わせた選曲を流す。                                                                                                |
| 7:58頃                        | お出かけ60秒ナビ | 時報CM前に別途デンカのCMが放送される。 |
| 時刻                          | Aライン番組（群馬・栃木・三重除く） | 備考 |
| ♪ 8:00                        | SUZUKI Breakfast News（スズキ提供） | |
| 8:09                          | ルートインホテルズ 今日のスポーツ（ルートインホテルズ 提供） | |
| 時刻                          | Aライン番組（群馬・三重除く） | 備考 |
| ♪ 8:10:40                     | Honda Smile Mission - 塚地武雅（隔週）、SHEILA（隔週）、 ルーシー☆インザスカイ（月・火・木・金）、太田唯（水）（HONDA提供）                                       | 本編の前に40秒CM（カウキャッチャー）が入る。 東京以外のネット局：『クロノス』はここまで                                                     |
| 時刻                          | TOKYO FM（東京ローカル） | 備考 |
| 8:20                          | TOKYO FM トラフィックレポート | |
| 8:22頃                        | メッセージ紹介・♬（番組選曲/リクエスト） （火）クロノス フロンターレ・リクエスト（川崎フロンターレ提供）                                                          | 2013年4月～2016年12月までは「クロノス 通勤リクエスト」と題して放送。                                                                        |
| 8:30頃                        | クロノスヘッドラインニュース 龍角散presents クロノス天気予報（龍角散提供）                                                                                        | この枠の天気予報のみCM明けに提供読みを放送。                                                                                                |
| 8:34頃                        | ♬（番組選曲/リクエスト） | |
| 8:38頃                        | （月・木）クロノス+PLUS （木：ゼビオ提供） （火）三協フロンテア presents The Starters （水）クロノス Happy News Network （金）クロノス+PLUS NOEVIR BOTANICAL LIFE | |
| 8:50頃                        | ♬（番組選曲・ラストナンバー） | |
| 8:50頃                        | エンディング（メッセージ紹介、「Blue Ocean」パーソナリティ 住吉美紀とのクロストーク）                                                                             | クロストークが8:54頃から始まるため、状況により終了時刻が前後する。 なお、radikoタイムフリーで聴取する場合は番組ごとの時間で区切られている。 |

## テーマソング・BGM・ジングル
番組内で使用されているBGMやジングルは番組改編期毎（原則は4月、10月）にリニューアルされている。
また、2017年4月には番組全体のBGM及びコーナータイトルコール、タイムコールをすべてリニューアルした。
また、番組開始時からオープニングテーマ、エンディングテーマの設定があったが、オープニングテーマは2011年9月、エンディングテーマは2017年3月をもって設定はなくなっている。
BGM（2017年4月-現在）
- オープニングトーク（月～木 6:05）-　Fox Capture Plan 『Aerial』
- オープニングトーク（金 6:05）- PAX JAPONICA GROOVE 『A Farmer's Day』
- エンディングトーク（月～金 8:54）- Fox Capture Plan 『エイジアン・ダンサー』
- クロノスヘッドラインニュース（月～金　6:30/7:00/7:35/8:00/8:30）Amtrac 『Never Lost』
- Weather Guide・クロノス天気予報（月～金 6:06/6:25/7:06/7:38/8:32）Akisai 『Line』
- メッセージ紹介（月～木 6:50） - Float 11 『Waterlogged Coast』
- メッセージ紹介（金 6:50） - ブレイクボット 『Break Of Dawn』
- リポビタンD TREND EYES （月～金 7:10）- The Baker Brothers 『スペース・ファンク』

オープニングテーマ・ウェイクアップソング
- クロノス／馬場俊英（2009年10月1日 - 2010年3月31日）- ウェイクアップソング
- クロノス〜時の贈り物〜／Dew（2010年4月1日 - 2011年9月30日）

エンディングテーマ
- 『新しい歌』（秦基博）（2008年10月1日 - 2009年3月2日）
- 『朝が来る前に』（秦基博）（2009年3月3日 - 31日）
- 『あいのわ』（ハナレグミ）（2009年4月1日 - 2010年3月31日）
- 『輝く明日へ』（Rake）（2010年4月1日 - 9月3日）
- 『New Morning』（Alpha Rev）（2010年9月6日 - 9月30日）
- 『wonderful world』（高橋ちか）（2010年10月1日 -　2017年3月31日）※全国ネット向け番宣時のBGMとして2017年4月以降も継続使用していた。

## ネット局（放送終了時点）
参考：ラジオ番組表2017秋号の各局タイムテーブル
Aライン相当枠は6:30 - 6:44・7:00 - 7:30・8:00 - 8:17。ネット局の中には、（放送枠上）8:20までをクロノス枠とする局があるが、実際は、7:30 - 8:00は別番組が放送されている（後述）。特に表記のない局は6:00 - 7:30をクロノスとする局。
★印は2018年9月現在、「radiko」（プレミアム含む）で聴取可能な放送局。
全て平日の放送で、それぞれ放送時間の早い順から記載。
| 放送対象地域   | 放送局名                                      | 放送時間                                        | 中断                                                                                               | 備考 |
| -------------- | --------------------------------------------- | ----------------------------------------------- | -------------------------------------------------------------------------------------------------- | --- |
| 東京都         | エフエム東京（TOKYO FM）★                     | 6:00 - 8:55                                     | | 製作局 |
| 北海道         | エフエム北海道（AIR-G'）★                     | 6:00 - 7:30 8:00 - 8:17                         | 6:45 - あぐりずむ（月曜 - 木曜）                                                                   | 当番組としては7:00で区切る。                                                                                       |
| 青森県         | エフエム青森（AFB）★                          | 6:00 - 7:30 8:00 - 8:17                         | 6:25 - 快適生活ラジオショッピング 6:50 - 心のともしび                                              | [ 注 16 ] |
| 岩手県         | エフエム岩手（FM IWATE）★                     | 6:00 - 7:30 8:00 - 8:17                         | 6:49 - 快適生活ラジオショッピング                                                                  | |
| 宮城県         | エフエム仙台（Date fm）★                      | 6:00 - 7:30 8:00 - 8:17                         | | [ 注 17 ] [ 注 18 ] [ 注 19 ]                                                                                      |
| 秋田県         | エフエム秋田（AFM）                           | 6:00 - 7:30 8:00 - 8:17                         | | 多くを自社制作枠に内包させる中で 唯一、6:00 - 7:30・8:00 - 8:20で区切っている。                                    |
| 山形県         | エフエム山形（Rhythm Station）                | 6:00 - 7:30 8:00 - 8:17                         | 6:49 - ラジオショッピング                                                                          | |
| 福島県         | エフエム福島（ふくしまFM）★                   | 6:00 - 7:30 8:00 - 8:17                         | 6:49 - 快適生活ラジオショッピング                                                                  | |
| 新潟県         | エフエムラジオ新潟（FM-NIIGATA）★             | 6:00 - 7:30 8:00 - 8:17                         | | |
| 長野県         | 長野エフエム放送（FM長野）★                   | 6:00 - 7:30 8:00 - 8:17                         | 6:49 - 快適生活ラジオショッピング                                                                  | |
| 静岡県         | 静岡エフエム放送（K-mix）★                    | 6:00 - 7:30 8:00 - 8:17                         | 6:15 - あぐりずむ（月曜 - 木曜） 6:50 - 快適生活ラジオショッピング                                 | 当番組としては7:28で区切る。                                                                                       |
| 富山県         | 富山エフエム放送（FMとやま）★                 | 6:00 - 7:30 8:00 - 8:17                         | | |
| 石川県         | エフエム石川（HELLO FIVE）★                   | 6:00 - 7:30 8:00 - 8:17                         | | |
| 福井県         | 福井エフエム放送（FM FUKUI）                  | 6:00 - 7:30 8:00 - 8:17                         | 6:50 - 快適生活ラジオショッピング                                                                  | 当番組としては6:50で区切る。                                                                                       |
| 岐阜県         | エフエム岐阜（FM GIFU）★                      | 6:00 - 7:30 8:00 - 8:17                         | 6:50 - 快適生活ラジオショッピング                                                                  | |
| 兵庫県         | 兵庫エフエム放送（Kiss FM KOBE）★             | 6:00 - 7:30 8:00 - 8:17                         | 6:45 - あぐりずむ（月曜 - 木曜）                                                                   | |
| 滋賀県         | エフエム滋賀（e-radio）★                      | 6:00 - 7:30 8:00 - 8:17                         | | |
| 広島県         | 広島エフエム放送（HFM）★                      | 6:00 - 7:30 8:00 - 8:17                         | 6:15 - あぐりずむ（月曜 - 木曜） 6:50 - 快適生活ラジオショッピング                                 | [ 注 22 ] |
| 山口県         | エフエム山口（FMY）★                          | 6:00 - 7:30 8:00 - 8:17                         | | 当番組としては6:55で区切る。                                                                                       |
| 島根県・鳥取県 | エフエム山陰（V-air）                         | 6:00 - 7:30 8:00 - 8:17                         | 6:15 - さわやか世の光 6:50 - 快適生活ラジオショッピング                                            | [ 注 23 ] |
| 岡山県         | エフエム岡山（FM OKAYAMA）                    | 6:00 - 7:30 8:00 - 8:17                         | 6:49 - 快適生活ラジオショッピング                                                                  | 当番組としては6:49で区切る。                                                                                       |
| 香川県         | エフエム香川（FM香川）★                       | 6:00 - 7:30 8:00 - 8:17                         | 6:50 - 快適生活ラジオショッピング                                                                  | |
| 愛媛県         | エフエム愛媛（JOEU-FM）★                      | 6:00 - 7:30 8:00 - 8:17                         | | 当番組としては6:55で区切る。                                                                                       |
| 高知県         | エフエム高知（Hi-Six）                        | 6:00 - 7:30 8:00 - 8:17                         | 6:50 - 快適生活ラジオショッピング                                                                  | [ 注 26 ] |
| 徳島県         | エフエム徳島（FM TOKUSHIMA）                  | 6:00 - 7:30 8:00 - 8:17                         | | [ 注 25 ] |
| 佐賀県         | エフエム佐賀（FMS）                           | 6:00 - 7:30 8:00 - 8:17                         | | 当番組としては7:00で区切る。                                                                                       |
| 長崎県         | エフエム長崎（FM Nagasaki）★                  | 6:00 - 7:30 8:00 - 8:17                         | 6:50 - 快適生活ラジオショッピング                                                                  | |
| 大分県         | エフエム大分（Air-Radio FM88）★               | 6:00 - 7:30 8:00 - 8:17                         | 6:49 - 快適生活ラジオショッピング                                                                  | |
| 熊本県         | エフエム熊本（FMK）★                          | 6:00 - 7:30 8:00 - 8:17                         | 6:45 - あぐりずむ（月曜 - 木曜） ソプラニスタ木村優一 (歌手) 〜みんなスマイルLet's Sing!〜（金曜） | 当番組としては6:30で区切る。                                                                                       |
| 宮崎県         | エフエム宮崎（JOY FM）                        | 6:00 - 7:30 8:00 - 8:17                         | 6:50 - 快適生活ラジオショッピング                                                                  | |
| 鹿児島県       | エフエム鹿児島（μFM）★                        | 6:00 - 7:30 8:00 - 8:17                         | 6:50 - 快適生活ラジオショッピング                                                                  | 8時台のAライン相当枠は 「OH! HAPPY MORNING」に内包（7:30 - 8:20）。                                                |
| 沖縄県         | エフエム沖縄（FM沖縄）★                       | 6:00 - 7:30 8:00 - 8:17                         | 6:45 - あぐりずむ（月曜 - 木曜）                                                                   | |
| 大阪府         | エフエム大阪（FM OH!）★                       | 6:25 - 6:44 7:00 - 7:30 7:40 - 7:46 8:00 - 8:17 | | 6時台Aライン相当枠、 平日 7:00以降のAライン相当枠と「Song of life」は 「OH! MY MORNING 851」（月曜 - 金曜)に内包。 |
| 愛知県         | エフエム愛知（@FM）★                          | 6:25 - 6:44 7:00 - 7:30 8:00 - 8:17             | | Aライン相当枠は「Groovin' TODAY」内包。                                                                            |
| 福岡県         | エフエム福岡（FM FUKUOKA）★                   | 6:25 - 6:44 7:00 - 7:30 8:00 - 8:17             | | [ 注 31 ] |
| 群馬県         | エフエム群馬（FMぐんま）★                     | 6:00 - 7:30                                     | 6:45 - あぐりずむ（月曜 - 木曜） 8:00 - WAI WAI Groovin'                                           | |
| 三重県         | 三重エフエム放送 （レディオキューブ FM三重）★ | 6:00 - 7:30                                     | 8:00 - READY!                                                                                      | [ 注 32 ] |
| 栃木県         | エフエム栃木（RADIO BERRY）★                  | 6:00 - 7:30 8:09 - 8:17                         | 6:50 - 快適生活ラジオショッピング 8:00 - B-UP!                                                     | |

「あぐりずむ」は金曜の放送が無いため、金曜に限って、北海道・兵庫・沖縄ではJFNC枠フルネット、群馬では6:45のブロックが、静岡・広島では6:15のブロックが放送される。

## 特別番組

### 公開生放送
通常、番組は半蔵門のTOKYO FMアースギャラリーから非公開で放送しているが、不定期で番組全編（事前収録コーナーを除く）を公開生放送で放送していた。
- 2018年10月15日（月） - 10月19日（金）はGinza sony park studioから放送を行った。
- 2018年12月10日（月） - 12月14日（金）もGinza sony park studioから放送を行った。来場者に先着順でスタジオそばにあるトラヤカフェ・あんスタンドの「あんほうじ茶」のふるまいサービスを行っていたほか、12月13日（木）はフライデーパーソナリティーの速水がリスナーと銀座周辺をランニングする企画も行われた。
- 番組終了が発表されたあとの2019年3月21日（木・祝）は「番組最後の公開生放送」と称してGinza sony park studioから放送を行った。番組にはWIZの放送終了後のケリーやフライデーパーソナリティーの速水、番組に頻繁に出演していたコメンテーターの宗正彰や仲野博文がスタジオに駆けつけた。

### TOKYO FM ホリデースペシャル

#### 「クラレ ランドセルは海を越えて」キックオフ番組
TOKYO FMが2009年から「クラレ・ランドセルは海を越えて」とタッグを組んで放送している、新年最初の「TOKYO FM HOLIDAY SPECIAL」。成人の日を「誰かのためにできることを考える日」として、放送年に成人を迎える著名人やクラレが中心となって使用しなくなったランドセルをアフガニスタンに寄付する活動「ランドセルは海を越えて」に賛同した著名人をゲストに迎える。また、放送当日のスタジオでは使用しなくなったランドセルの寄付を募る。本番組に引き続いての生放送で公開形式をとっていた。2016年までは渋谷スペイン坂スタジオから公開生放送を行っていたが、スペイン坂スタジオ閉鎖に伴い2017年は半蔵門のTOKYO FM本社ロビー、2018年は丸ビルロビーに特設スペースを設け放送を行い、2019年からは前年に開業したGinza sony park studioから公開生放送を行っている。
2019年3月に『クロノス』が終了した後も2020年は『ONE MORNING』ではなく、中西が引き続きパーソナリティを務める金曜午後のワイド番組『TOKYO SPORTS GOOD』が継承したがこの年が最終回となり、2021年は放送自体が廃止。キックオフ番組は11年の歴史に幕を下ろした。ただし寄付活動は終了せず、2021年も引き続き行なっている。
- 放送日:毎年1月第2月曜日（成人の日）11:30 - 14:00
- パーソナリティー：中西哲生・小川麻希（2020年）
  - 過去：高橋万里恵（2018年まで）綿谷エリナ（2019年）
- ゲスト：内堀タケシ（「ランドセルは海を越えて」プロジェクトで毎年アフガニスタンにランドセルを送付している）、平原綾香（「ランドセルは海を越えて」タイアップソング作・歌唱）等、新成人や活動に賛同した著名人
- トーク＆ライブ（新成人限定イベント・事前収録）ゲスト：活動に賛同した著名人

#### ガーナ presents 広瀬すず カーネーション・レター
- 放送日:2014年5月6日（火・祝）11:30 - 12:55
- 「クロノス」パーソナリティー・高橋万里恵がナビゲーターとなり、「SCHOOL OF LOCK!」（GIRLS LOCKS!2週目担当）パーソナリティー・広瀬すずを迎え、お母さんに「ありがとう」を伝える、母の日直前企画のTOKYO FMホリデースペシャル。
- パーソナリティー：高橋万里恵・広瀬すず

#### イオン presents ハートフルリクエスト
- 放送日:2015年9月19日（月・祝）14:00 - 14:55
- 2015年7月より12月まで「クロノス」内で毎週水曜日 8:35 - 8:48に放送されているコーナーイオン presents ハートフルリクエストの拡大版としてホリデースペシャル枠で半蔵門・アースギャラリーから生放送。
- パーソナリティー：高橋万里恵

#### LOTTE ガーナ presents　届け スイートラブ レター！
- 放送日:2016年2月11日（木・祝）15:00 - 15:55　16:00 - 16:50
- 「クロノス」パーソナリティー・高橋万里恵、LOTTE ガーナのCMに出演中の「SCHOOL OF LOCK!」（GIRLS LOCKS!2週目担当）パーソナリティー・広瀬すずをメインパーソナリティーに、土屋太鳳、松井愛莉を迎えた、バレンタインデー直前企画のTOKYO FMホリデースペシャル。15:00 - 15:55はバレンタインにまつわるリスナーからのエピソードを紹介。パーソナリティー4人による渋谷スペイン坂スタジオから公開生放送。ドライバーズ・インフォを挟み、16:00 - 16:50は高橋万里恵が同スタジオから一人で公開生放送を行った。
- メインパーソナリティー：高橋万里恵
- パーソナリティー：広瀬すず・土屋太鳳・松井愛莉（15:00 15:55のみの出演）

#### トヨタ クラウン BEYOND THE TIMES
- 放送日:2019年2月11日（月・祝）11:30 - 13:00
- お台場 MEGAWEBから公開生放送。観覧自体は無料だったが、事前受付による観覧席を100名分用意しており、当選者には観覧当日にプレゼント（FMラジオ）も用意されていた。
- パーソナリティー：中西哲生・綿谷エリナ
- ゲスト：石田純一・峯岸みなみ

### クロノス衆議院選挙スペシャル 列島縦断☆POWER TO THE PEOPLE
- 放送日:2009年8月30日 22:00-29:00（31日5:00）
- 2009年8月30日に行われた第45回衆議院議員総選挙に合わせて放送されたJFN選挙特別番組。
- 22:00-22:55、23:30-25:00　PART1『ニッポンが動いた!』
出演:中西哲生、柴田幸子（TOKYO FMアナウンサー）
（22:55-23:00・23:55-24:00はローカルの選挙速報、23:00-23:30は鈴木敏夫のジブリ汗まみれのため中断）
- 25:00-27:00　PART2『上杉隆の列島リアルリポート』
出演:上杉隆、村田睦（TOKYO FMアナウンサー）
- 27:00-29:00　PART3『どうなるニッポン?!』
出演:中西哲生・村田睦（TOKYO FMアナウンサー）
- 本特番終了後、そのまま翌31日のクロノス本放送へと繋いだ。

### JFN年末特番「アナザー・ストーリー 〜 いま伝えたいこの言葉」
- 放送日:2010年12月31日23:00 - 25:00
- JFN年末特番「アナザー・ストーリー 〜 いま伝えたいこの言葉」が放送された。
- パーソナリティー：中西哲生・古賀涼子・小山ジャネット愛子。

### 東日本大震災 報道特別番組
東日本大震災発生当日
- 放送日:2011年3月11日（金）22:00 - 29:00（12日05:00）
- 東北地方太平洋沖地震による報道特別番組が放送された（JFN38局）。TOKYO FMでは、金曜午後ワイド生放送番組よんぱち（鈴木おさむ・柴田幸子）放送中に地震が発生し、15時台以降の通常番組の放送を取り止め、報道情報センターから古賀涼子（TOKYO FMアナウンサー）・村田睦（TOKYO FMアナウンサー）による報道特別番組を21時台まで編成。22時台以降、TOKYO FMワイド番組パーソナリティーによるヒューマンコンシャスの理念に基づいた報道特別番組を3月18日（金）6:00まで編成した。FM OSAKAは26:30から飛び乗り。曲の途中から飛び乗る形となった。30:00（12日06:00）まで放送。
- パーソナリティー：中西哲生・古賀涼子（TOKYO FMアナウンサー）

東日本大震災発生当日以降
- 放送日:2011年3月14日（月）- 3月18日（金）5:00 - 8:30
- 通常の「クロノス」の番組内容を取り止め、報道特別番組として、被災地へ向けてのライフライン情報を中心に編成。なお、この期間は通常の番組時間帯（6:00-8:30）を1時間繰り上げ、5:00より全国ネットで放送。また、全国未ネットのニュース・交通情報を含め、TOKYO FMローカルの内容も全国ネットで放送された。また、この期間以降もスポンサー提供番組コーナーのCM放送を自粛、通常のコーナーを一部取り止める（東日本大震災に伴う被災地支援情報の提供のため）などの措置が取られ、完全に通常の番組として再開するのは5月下旬となった。
- パーソナリティー：中西哲生・古賀涼子（TOKYO FMアナウンサー）・稲葉弥生（リポーター）

### LOVE&HOPE SPECIAL
「クロノス」の1コーナーとして放送しているLOVE & HOPE 〜ヒューマンケア・プロジェクト〜の特別番組。
LOVE&HOPE 〜2年目の春だより〜
- 放送日:2013年3月11日（月）13:00-16:00
- パーソナリティー:高橋万里恵・箭内道彦・小山薫堂・やまだひさし

これからを見つめて 〜LOVE & HOPE 3年目の春だより
- 放送日:2014年3月11日（火）13:00-15:45
- パーソナリティー：高橋万里恵・ロバート・キャンベル

LOVE&HOPE SPECIAL 〜被災地から学ぶ知恵
- 放送日:2014年3月11日（火）16:00-16:55
- パーソナリティー:中西哲生・古賀涼子

LOVE & HOPE Special 〜4年目の春だより〜
- 放送日:2015年3月11日（水）13:00-15:45
- パーソナリティー:高橋万里恵・ロバート・キャンベル

LOVE & HOPE Special 〜その声を語り継ぐために〜
- 放送日:2015年3月11日（水）16:00-16:55
- パーソナリティー:中西哲生・古賀涼子

LOVE & HOPE Special 〜5年目の春便り〜忘れない、伝えたい
- 放送日:2016年3月11日（金）13:00-15:30
- 東日本大震災から5年が経過した今、被災地での復興の現状、「被災地に生きる10代の伝えたい想い、忘れてはいけない記憶」を被災地からのレポートを交えながら放送する。半蔵門・アースギャラリーから生放送。
- パーソナリティー:高橋万里恵・ロバート・キャンベル・溝口肇

LOVE & HOPE Special 5 years passed 風化させないために〜被災地からの知恵〜
- 放送日:2016年3月11日（金）15:30-16:25 （FM岩手・Date fm・ふくしまFM共同制作）
- 東日本大震災から5年が経過した今、被災地の復興を様々なアングルから紹介する。事前収録放送、JFN一部時差ネット。
- パーソナリティー:中西哲生・古賀涼子

### FIFAワールドカップ Cheer Up Station
FIFAワールドカップ開催期間中に、TOKTYO FM及びJFN各局でジャパンコンソーシアム制作「FIFAワールドカップ ラジオ実況中継」と合わせて放送される、サッカー日本代表応援番組。開催年毎に、スポーツジャーナリストである中西が、パーソナリティやゲストとして解説を務めている。

#### 2014年「2014 FIFAワールドカップ Cheer Up Station〜SAMURAI BLUE SPIRIT 2014」
2014年は深夜・早朝開催だったため、平日放送分については、通常のクロノスを変更し、中西とゲストの解説を交えて、放送された。
- 2014年6月20日（金） 6:31 - 9:10

パーソナリティー：中西哲生　アシスタント：高橋万里恵　ゲスト：田中誠（元サッカー日本代表）
Aライン枠で応援番組「Cheer Up Station」放送。続いて、6:40より「日本 vs ギリシャ ラジオ実況中継」を放送。中継後の9:10より8時台Aライン枠「Smile misson」を1時間遅れで放送。
「クロノス」は6時台前半のJFNC B2ライン枠及びAライン枠「英語で考えTIME!」をもって終了。
「コスモアースコンシャスアクト」、「Smile misson」を除く6:31以降のAライン枠及び、6時台後半のJFNC B2ライン枠、TOKYO FMローカルパートは休止
- 2014年6月25日（水） 4:00 - 7:20

パーソナリティー：中西哲生　アシスタント：中村亜裕美（TOKYO FM）　ゲスト：田中誠（元サッカー日本代表）
4:00から応援番組「Cheer Up Station」を放送後、4:40より「日本 vs コロンビア ラジオ実況中継」を放送。続いて7:10のAライン枠でも「Cheer Up Station」を放送。
終了後7:20より「クロノス」に移行。JFNC B2ライン枠及び、「コスモアースコンシャスアクト」を除く6時台 Aライン枠、「追跡!」を除く7時台 Aライン枠は休止。
- 2014年7月14日（月） 3:00 - 6:55

パーソナリティー：中西哲生　アシスタント：柴田幸子（TOKYO FM）　ゲスト：井原正巳（元日本代表キャプテン）
3:00から応援番組「Cheer Up Station」を放送後、3:40より「ラジオ実況中継 ドイツ vs アルゼンチン」を放送。続いて6:45よりAライン扱いで「Cheer Up Station」を放送。
終了後、B2ライン番組 「MY OLYMPIC」（福岡も同時ネット）から「クロノス」に移行。「MY OLYMPIC」を除くJFNC B2ライン枠及び、6時台 Aライン枠は休止

#### 2018年「2018 FIFAワールドカップ Cheer Up Station」
2018年は夜・深夜開催だったため、平日夜放送分については「SCHOOL OF LOCK!」を変更する形で放送され、とーやま校長、あしざわ教頭と共に中西がパーソナリティを務めた。また、事前・事後番組扱いで短縮放送された「SCHOOL OF LOCK!」にも、中西がゲスト出演した。
また、「クロノス」内でも、大会期間中「スポーツクロノス」やAライン枠にて、試合解説を行った。
さらに、中西パーソナリティの直前特番「TOKYO FMサンデースペシャル 2018 FIFA ワールドカップ『Cheer Up Station EXTRA』」（ゲスト: YONCE(Suchmos)）も放送された。

### TOKYO FM YEAR-END SPORTS SPECIAL CHEER UP STATION 2015-2016
- 放送日:2015年12月31日（木）13:00-14:55
- 「クロノス」パーソナリティー・中西哲生と「SPO☆LOVE」パーソナリティー・柴田幸子が今年の日本スポーツ界を総括！ラグビー日本代表に密着取材した生島淳とのスペシャル対談もお届けする。そして羽生結弦、五郎丸歩、錦織圭、澤穂希、大久保嘉人選手らのコメントとともにCHEER UP SONGもON AIR。
- パーソナリティー：中西哲生・柴田幸子（TOKYO FM アナウンサー）

### TOKYO FM NEW YEAR SPECIAL 中西哲生のクロノス 2016年元旦スペシャル
- 放送日:2016年1月1日（金・祝）6:00-9:00
- 番組編成は通常通りであるが、ゲストパーソナリティーに女子サッカー選手として活躍中のなでしこJAPAN大儀見優季選手を迎えた。特別企画としては、6:07頃の朝JOBリクエストの時間帯には大儀見選手がリスナーにモーニングコールを実施。半蔵門・アースギャラリーから生放送。
- パーソナリティー：中西哲生・高橋万里恵・大儀見優季